# Molophilus fergusonianus
Molophilus fergusonianus là một loài ruồi trong họ Limoniidae. Chúng phân bố ở miền Australasia.